# Victor Blanchard
Pour les articles homonymes, voir Blanchard.
Victor Jean-Baptiste Blanchard, né à La Varenne-Sainte-Hilaire à une date inconnue et mort dans un lieu et à une date inconnus, est un peintre français.

## Biographie
Victor Blanchard expose au Salon des indépendants de 1928 deux toiles intitulées Aéroport et Portrait de M. Jack Renou.
Sous le nom de "Tau Targelius" il fut consacré le 5 mai 1918 selon le "pontificat vieux-catholique" comme successeur direct de Jean Bricaud  dans l'épiscopat de l'Église gnostique universelle.  